# Carl Herman Unthan
Carl (Charles) Hermann Unthan (født 5. april 1848, død 1929) var en prøjsisk født violinist, som var født uden arme.
Unthans far var en lære der insisterede på at han ikke blev overbeskyttet. Om det så var grunden, så kunne Carl selv made sig selv fra han var to og omkring da han var ti år lærte han sig selv at spille på violin, ved at binde den fast på en stol. Han blev sendt på musikskole som 16-årig og bestod et par år senere.
Som 20-årig spillede han for fulde koncerthaller, bl.a. med bemærkelsesværdige forestillinger i Wien med klassisk orkestre. Han startede ud med personlige opvisninger og tilføjede senere flere ting til hans repertoire. Ved hans jomfruoptræden sprang der en streng i hans violin, som han selv erstattede med en ny kun med ved hjælp af hans tæer. Efter dette blev det sagt at han med vilje ville svække en streng før hver optræden så den ville sprænge og give ham lejlighed til at gentage sin opvisning i smidighed. Han var også en god skytte, og kunne med en riffel skyde kulørerne ud af spillekort. Han turnerede i Cuba, Mexico, Sydamerika og Europa. Senere giftede han sig med Antonie Neschta, som havde turnerede med ham for noget af tiden. Han flyttede til USA, hvor han blev naturaliseret.
Som 65-årig optrådte han i den ambitiøse danske stumfilm Atlantis, som inkludere en passagerfærge der synker i Atlanterhavet. Forfatteren Gerhart Hauptmann, der havde skrevet bogen som filmen var baseret på, havde tidligere mødt Untham på en tur over Atlanterhavet, og var blevet så imponeret over ham at han havde skrevet ham ind i en af sine bøger, og derefter krævet af Nordisk Film at de brugte ham i optagelserne.
I 1925 udgav Unthan en selvbiografi Das Pediscript (i stedet for manuskript – eftersom han havde skrevet med sine fødder, pedi, i stedet for med hænderne).
Der er en skjult reference til Unthan i Charles Chaplins film Limelight, som foregår i det tidlige del af det 20. århundrede, hvor Unthan stadig optrådte.